# Клаус Попп
Клаус Попп (нім. Klaus Popp; 30 травня 1917, Берлін — ?) — німецький офіцер-підводник, капітан-лейтенант крігсмаріне.

## Біографія
5 квітня 1935 року вступив на флот. З березня 1939 року — радіотехнічний офіцер на легкому крейсері «Кенігсберг». 10 квітня 1940 року крейсер був потоплений британською авіацією під час Норвезької кампанії. З травня 1940 року — офіцер зв'язку ВМС в Тронгеймі. З 10 грудня 1941 по 1 вересня 1942 року — командир U-140, з 2 вересня 1942 по 10 липня 1944 року —  U-552, на якому здійснив 5 походів (разом 307 днів у морі) і потопив 2 кораблі загальною водотоннажністю 3677 тонн.
| Дата            | Назва корабля         | Тип                 | Тоннаж | Вантаж                                                 | Екіпаж | Загинули | Країна             | Конвой |
| --------------- | --------------------- | ------------------- | ------ | ------------------------------------------------------ | ------ | -------- | ------------------ | ------ |
| 19 вересня 1942 | HMS Alouette (FY-101) | Допоміжний тральщик | 520    |                                                        | 44     | 14       | Британська імперія |        |
| 3 грудня 1942   | Wallsend              | Торговий пароплав   | 3,157  | 450 тонн цементу, 320 тонн вугілля, 15 літаків і пошта | 41     | 4        | Британська імперія | ON-146 |

У вересні 1944 року відряджений в 4-ту флотилію. 5 жовтня 1944 року командував U-3006 під час його спуску на воду. З листопада 1944 по 8 травня 1945 року — офіцер роти училища зв'язку в Мюрвіку.

## Звання
- Кандидат в офіцери (5 квітня 1935)
- Морський кадет (25 вересня 1935)
- Фенріх-цур-зее (1 липня 1936)
- Оберфенріх-цур-зее (1 січня 1938)
- Лейтенант-цур-зее (1 квітня 1938)
- Оберлейтенант-цур-зее (1 жовтня 1939)
- Капітан-лейтенант (1 серпня 1942)

## Нагороди
- Медаль «За вислугу років у Вермахті» 4-го класу (4 роки)
- Залізний хрест
  - 2-го класу (1 травня 1940)
  - 1-го класу (червень 1943)
- Нагрудний знак підводника (15 грудня 1942)